# Raucourt
 Raucourt  es una población y comuna francesa, en la región de Lorena, departamento de Meurthe y Mosela, en el distrito de Nancy y cantón de Nomeny.

## Demografía
| 159 | 148 | 167 | 164 | 168 | 168 |
| Para los censos de 1962 a 1999 la población legal corresponde a la población sin duplicidades (Fuente: INSEE [Consultar]) |     |     |     |     |     |